# Црква Свете Петке у Градашници
Црква Свете Петке, позната још и као Црква Свете Параскеве, налази се у селу Градашница, недалеко од Пирота. Саграђена је на темељима старије цркве у другој половини 19. века.

## Историјат
Тешко је са сигурношћу навести тачну годину подизања овог храма, код неких аутора наводи се 1875. година као време изградње цркве, док се на другим местима њен настанак и освећење датирају у 1886. годину. Владимир М. Николић, истакнути културни радник пиротског краја с почетка 20. века, преноси казивање по којем је Градашница прва у Пироту и околини имала своју цркву, потврђујући потом да је старија црква, на којој је обновљена садашња црква Свете Петке, постојала од „памтивека”. Према једном предању, стару цркву у Градашници подигао је Скендер Баба након подизања Строшене џамије у Тијабари, будући да је сам потицао из Градашнице и да би на тај начин изразио кајање због преласка у ислам.
Црква је обликована у, за ове крајеве нетипичном, медитеранском стилу са примесама византијског стила. Овакво архитектонско решење, по којем је посебна у пиротском крају, последица је чињенице да су њени градитељи били мајстори из Далмације. Како Градашничани и данас памте, подизање цркве платили су сопственим прилозима, „кофом ж’лтица, златника”.
Током 20. века цркву је постепено нагризао зуб времена, те је почетком новог миленијума предузето свеобухватно реновирање. Тада је подигнут и нови звоник, а комплекс храма је ограђен. Необична по стилу и архитектури, уздижући се на брдашцу изнад насеља, црква Св. Петке свакако спада међу најатрактивније грађевине пиротског краја.